# IOS 6
iOS 6是美國蘋果公司旗下行動作業系統iOS的第六個主要版本，取代前代作業系統iOS 5。iOS 6於2012年6月的WWDC大會中首次公布，並於同年9月19日正式推出。繼任者為2013年9月19日推出的iOS 7。
iOS 6以蘋果自家的蘋果地圖取代先前版本內建的地圖服務Google Maps，並移除了內建的YouTube應用程式。另外，iOS 6新增了Podcast應用程式，專門處理Podcast相關服務；Passbook應用程式，整合登機證、購物卡及優惠劵等電子票證功能；App Store及iTunes Store等商店介面也經過重新設計，引進資訊卡式介面，更易於使用；蘋果的語音助理Siri首次支援中文，並新增餐廳訂位、快捷開啟應用程式、體育賽事資訊顯示及讀取通知中心通知內容等功能。
雖然iOS 6更新大部分獲得正面評價，但是少數功能如蘋果地圖，因為與對手在提供資訊量方面相差甚鉅而受到抨擊，蘋果執行長提姆·庫克為此公開道歉，iOS部門顧問史考特·福斯托甚至因此而離開蘋果。iOS 6是蘋果公司最後一個版本用擬物風格的版本，iOS 7之後用扁平化風格。

## 歷史

### 公開與發佈
iOS 6於2012年6月11日的WWDC大會中首次公開，測試版本隨後即向開發者釋出。
2012年9月19日，iOS 6正式推出。

### 主要更新

#### 6.0.1
iOS 6.0.1於2012年11月1日發布。此更新修補了一些小漏洞。

#### 6.0.2
iOS 6.0.2於2012年12月18日發布。此更新又修補了更多漏洞。

#### 6.1
iOS 6.1於2013年1月28日發布。此更新新增了對更多電信業者的LTE網路支援；Siri與影音公司凡丹戈合作，提供語音購買電影票服務；於設定新增「重置廣告追蹤碼」選項，使用戶可以控制廣告喜好設定。

#### 6.1.1
iOS 6.1.1於2013年2月11日發布。此更新修正了部分iPhone 4S行動網路效能和穩定性的問題。

#### 6.1.2
iOS 6.1.2於2013年2月19日發布。此更新修正了導致網路流量增加和電池電力下降的Exchange行事曆錯誤。

#### 6.1.3
iOS 6.1.3於2013年3月19日發布。此更新修正了一些安全性漏洞，包括可跳過密碼鎖畫面，並直接使用電話應用程式的錯誤。

#### 6.1.4
iOS 6.1.4於2013年5月2日發布。此更新透過更新擴音器描述檔修正了部分iPhone 5的音訊播放問題。

#### 6.1.5
iOS 6.1.5於2013年11月14日發布。此更新修正了部分第四代iPod touch無法使用FaceTime通話的問題。

#### 6.1.6
iOS 6.1.6於2014年2月21日發布。此更新修正了部分第四代iPod touch及iPhone 3GS關於SSL連線驗證的問題。此更新為iOS 6的最終版本。

## 系統新增功能

### Siri
在iOS 5首次登場，蘋果的語音助理Siri在iOS 6更新中大幅升級。在iOS 6中，Siri可以向餐廳訂位、快捷開啟應用程式、顯示體育賽事資訊及讀取通知中心通知內容、直接在推特上推文及更新Facebook動態消息、預覽電影內容及評價等。同時，Siri也增加了支援的語言，包括中文、韓文及意大利文等。
在iOS 6.1更新中，Siri與美國影音公司凡丹戈合作，提供語音購買電影票服務。本功能僅適用於美國地區用戶。

### 設定
在iOS 6中，對設定應用程式做了些許更動：應用程式圖示調整為與OS X中的系統偏好設定相同；新增勿擾模式，可排程設定通知或鈴聲靜音。啟用勿擾模式時，通知列右方會出現月亮圖示。隱私權設定除了原本的「定位服務」外，還新增了「聯絡人」、「行事曆」、「提醒事項」及「相片」選項。用戶可以完全控制對第三方應用程式開放資料的權限，當第三方應用程式要求存取資料時，也會以彈出式視窗通知用戶。另外，還新增了「限制廣告追蹤」選項，用戶可以決定是否讓第三方廣告商收集資料以顯示符合用戶喜好的廣告，還可以透過於iOS 6.1更新中新增的「重置廣告追蹤碼」選項重置廣告追蹤碼，使用戶可以控制廣告喜好設定。

### 社群媒體整合
在iOS 6中，社群媒體相關功能除了原本的推特之外，還新增了Facebook。用戶可以直接透過系統選單登入Facebook帳號；App Store及Game Center的應用程式評價旁新增了Facebook的按讚按鈕；相片應用程式、Safari及內建YouTube及Google Maps應用程式中也出現了更新Facebook動態消息的選項。

## 應用程式新增功能

### 地圖
自iOS 6起，預設內建的地圖應用程式由原本的Google Maps改為蘋果地圖。蘋果地圖採用蘋果自行研發的向量圖形繪製引擎，使地圖縮放更流暢。在iOS 6中，蘋果地圖擁有語音轉向導航及3D地圖功能，全新的「Flyover」功能則使用戶能由空中俯瞰特定市區與地標。

### Passbook
iOS 6中新增的Passbook應用程式，整合了登機證、購物卡及優惠劵等電子票證功能，可用於行動支付。應用程式還可以偵測用戶所在場合，自動顯示所需票卡。

### 相機及相片
iOS 6更新為相機應用程式新增了全景功能，可拍攝240度的全景相片；相片應用程式中的相片串流功能獲得了更新，用戶可以共享指定相片給其他蘋果裝置用戶。

### 商店
在iOS 6中，App Store、iTunes Store及iBooks Store等商店獲得改良，引進資訊卡式介面；App Store移除了「分類」按鈕，取而代之的是蘋果的智慧分析系統「Genius」，可以根據用戶的購買習慣，自動提供相關應用程式。蘋果還更新了演算法，使較新的公司推出的應用程式排在搜尋結果前段，拉攏獨立開發者。另外，安裝應用程式時，不會再自動跳回主畫面。

### 電話
在iOS 6中當用戶不想接聽來電時，可立刻以文字簡訊回覆或設定回電提醒事項。若有需要，還可搭配開啟勿擾模式。

### Podcast
在iOS 6中，Podcast自iTunes Store中獨立為應用程式，統整播客相關服務。

### Safari
Safari在iOS 6更新中引入了全螢幕模式、離線閱讀列表等新功能，並改善了JavaScript引擎效能。

### FaceTime
在iOS 6中，首次可以用行動數據撥打FaceTime視訊電話。

### 時鐘
原本僅為iPhone及iPod touch設計的時鐘應用程式，在iOS 6中首次支援iPad。

## 移除功能

### Google應用程式
在iOS 6中，與Google相關的應用程式，如Google Maps及YouTube都遭到移除。根據The Verge編輯表示，蘋果是因為與Google的合約問題，而決定移除Google相關服務。Google隨後也自行開發了iOS版本的Google Maps及YouTube應用程式。

## 問題

### 地圖
自iOS 6起，預設內建的地圖應用程式由原本的Google Maps改為蘋果地圖。雖然蘋果地圖號稱更易使用，實際上當iOS 6正式版推出後，蘋果地圖即因為圖資不準確（如城鎮莫名消失、俯瞰地圖遭到雲層阻擋、博物館景點座標位於河中等）而遭到用戶及媒體抨擊。蘋果執行長提姆·庫克為此於蘋果官網上表示為蘋果地圖造成用戶的困擾道歉，iOS部門顧問史考特·福斯托甚至因此而離開蘋果。

### 數據用量過大
在iOS 6推出後，許多用戶反映裝置出現異常龐大的數據用量。《哈芬登郵報》編輯表示，這是因為系統出現漏洞，使裝置即使在連上Wi-Fi時，也持續消耗行動數據流量。蘋果隨後推出更新修補漏洞。

### FaceTime認證過期
2014年4月，大批用戶回報其搭載iOS 6的裝置無法使用FaceTime服務。蘋果隨後在官方說明稿中解釋此問題，並要求能升級至iOS 7以上版本的裝置盡量升級，而無法升級的裝置如iPhone 3GS及第四代iPod touch則透過蘋果推出的iOS 6.1.6更新修補漏洞。

## 支援裝置
由於硬體限制，第一代iPad及第三代iPod touch無法升級至iOS 6。
| - iPhone 3GS（此iOS版本為最後一個支援此裝置的版本） - iPhone 4 - iPhone 4S - iPhone 5 | - iPod touch (第四代) （此iOS版本為最後一個支援此裝置的版本） - iPod touch (第五代) | - iPad 2 - iPad (第三代) - iPad (第四代) - iPad mini (第一代) |  |

## 外部連結
- 官方网站（繁體中文）